# 廣田玲央名
廣田玲央名（日語：広田 レオナ、1963年3月7日—），原名吹越久美，是日本北海道札幌市出生的女演員，所屬於FROM FIRST PRODUCTION。她在第13屆橫濱電影節内的電影《王手》及《夢二》之中奪得最佳女配角大獎。
廣田曾於1994年12月24日與演員吹越滿結婚，2005年12月12日離婚，兒子撫養權歸廣田。

## 演出作品
電視劇
- 《元祿繚亂》（1999年）
- 《Men☆dol ～帥男偶像～》（2008年）
- 《詐欺遊戲第二季》（2009年）
- 《妖怪人間貝姆》（2011年）
- 《牙狼＜GARO＞～魔戒閃騎～》（2011年）（第二集客串演出）
- 《孤獨的美食家第三部》（2013年）（第一集友情演出）

電影
- 《王手》（1991年）
- 《夢二》（1991年）
- 《冷靜與熱情之間》（2001年）
- 《轉轉》（2007年）

## 外部連結
- FROM FIRST PRODUCTION所屬廣田玲央名的個人資料 （页面存档备份，存于）
- 廣田玲央名在互联网电影资料库（IMDb）上的資料（英文）